# Berceni (Ilfov)
Berceni è un comune della Romania di 13 766 abitanti, ubicato nel distretto di Ilfov, nella regione storica della Muntenia. 
Il comune è formato dall'unione di 3 villaggi: Balotești, Dumbrăveni, Săftica.

## Sport

### Calcio
- ACS Berceni

### Impianti sportivi
- Stadio Berceni